# Франс Ваутерс
Франс Ваутерс (нід. Frans Wouters, 1612, Лір — 1659, Антверпен) — фламандський художник епохи бароко. Учень Пітера Пауля Рубенса. Деякий час був придворним художником штатгальтера Іспанських Нідерландів Фердинанда Австрійського і принца Уельського Карла II.

## Біографія
Франс Ваутерс народився у 1612 році у Лірі. Навчався у фламандського художника Пітера ван Авонта, але покинув свого вчителя у 1634 році і перейшов у майстерню Пітера Рубенса, де перебував протягом лише кількох місяців. Того самого року він одержав ступінь магістра. У 1635 році покинув Антверпен і переїхав до Відня, де поступив на службу до штатгальтера Іспанських Нідерландів Фердинанда Австрійського. У 1637 році Ф. Ваутерс був у Лондоні у почеті німецького посла. В 1637 році він став придворним художником принца Уельського Карла II, майбутнього англійського короля. У 1641 році повернувся до Антверпена, де окрім живопису займався ще й торгівлею творів мистецтва.
У 1659 році Ф. Ваутерс був випадково вбитий з пістоля.

## Творчість
У живописі Ф. Ваутерс в основному відтворював релігійні або міфологічні сцени, що зображалися на галявинах або в лісах. У його відтворенні природи, на думку дослідників, відчувається вплив його вчителя П. ван Авонта, його композиції і персонажи іноді відзначаються впливом Антоніса ван Дейка або італійців Гвідо Рені і Джорджоне і особливо Рубенса, стиль якого він наслідує.

## Галерея

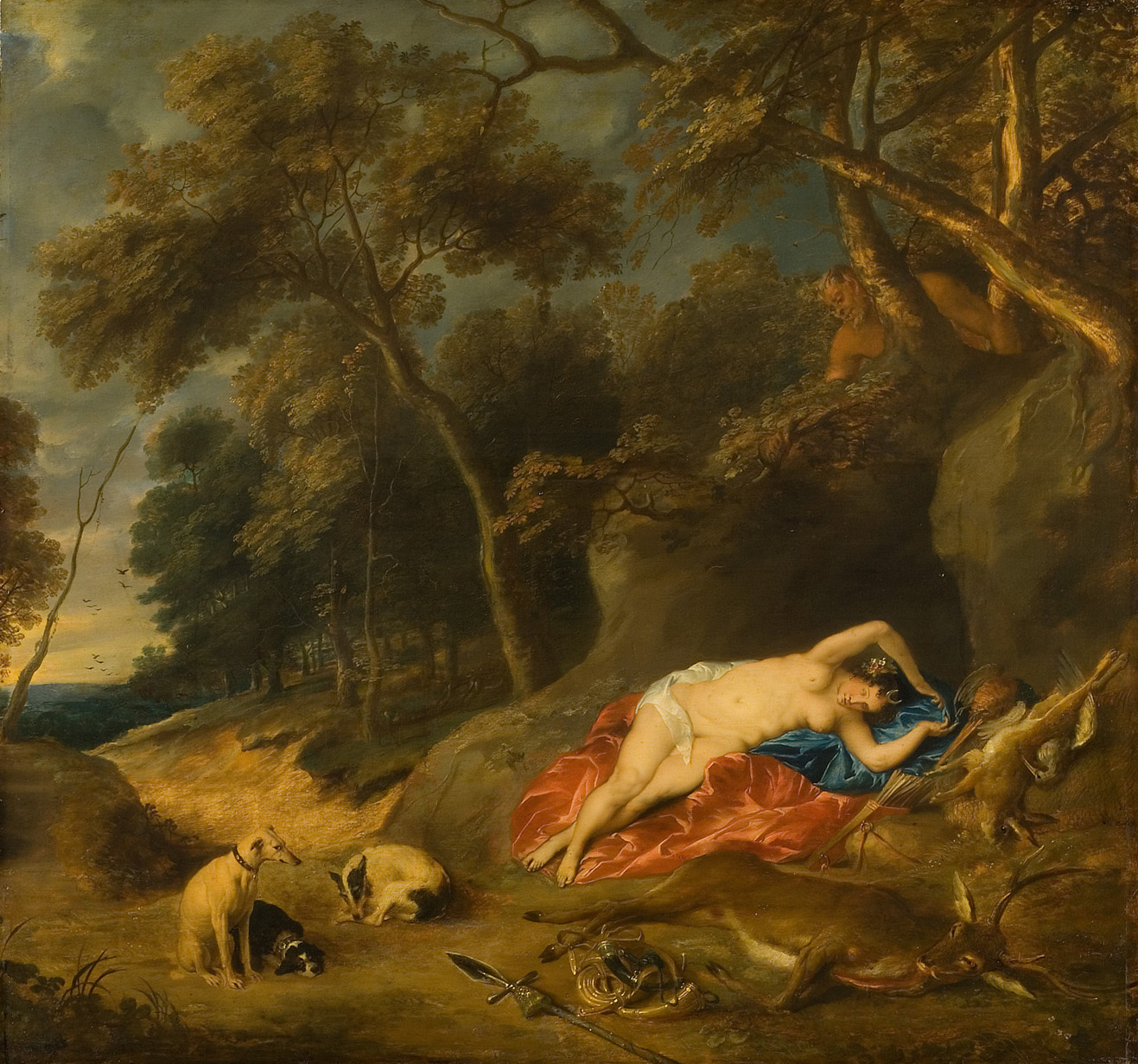
Пейзаж з Діаною, що відпочіває.
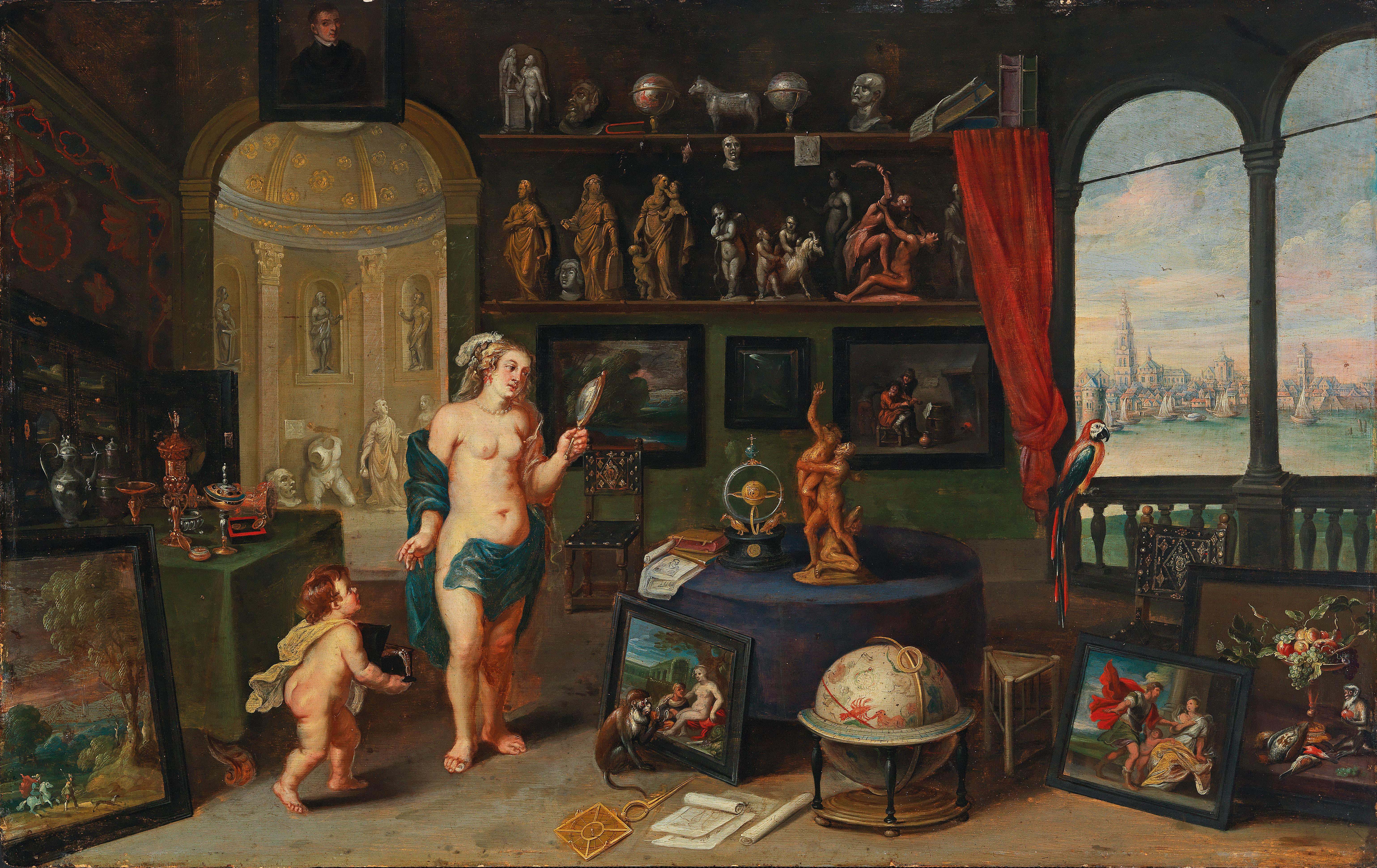
Алегорія.
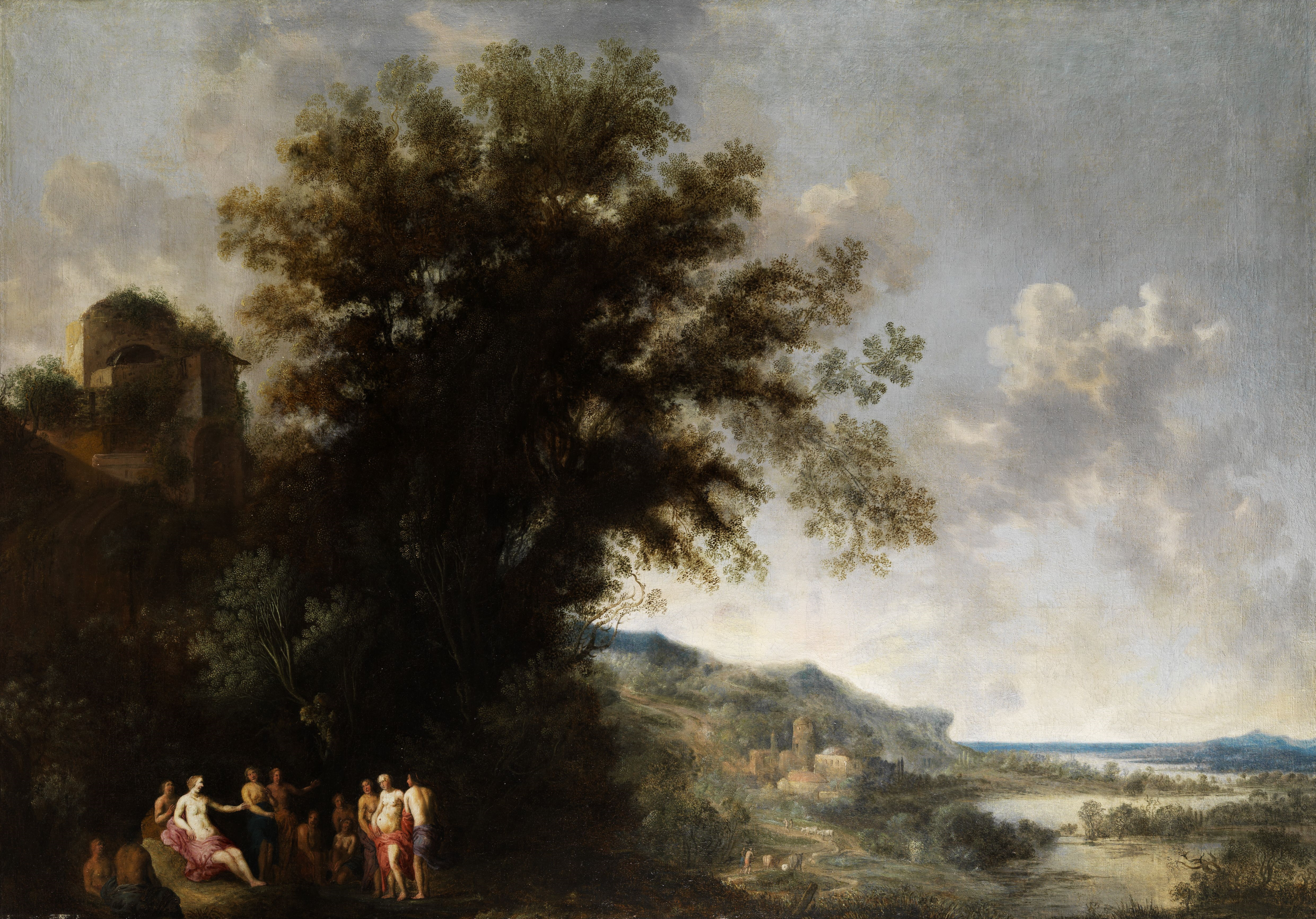
Пейзаж.